# Petra Kvitová
Petra Kvitová (n. 8 martie 1990, Bílovec⁠(d), Czech Republic⁠(d), Cehoslovacia) este o jucătoare profesionistă de tenis din Cehia. Cea mai bună clasare a sa la simplu este locul 2 mondial, la 31 octombrie 2011. Cunoscută pentru loviturile sale puternice și varietatea ei pentru stângaci, Kvitová a câștigat 30 de titluri de simplu în carieră, inclusiv două titluri de Grand Slam, ambele la Wimbledon, în 2011 și în 2014, și un titlu WTA 1000 la Miami Open 2023. Kvitova a mai câștigat și Turneul Campioanelor la tenis în 2011 și Cupa Hopman în 2012. Ea este componentă a Fed Cup Cehia și reușit să câștige competiția de patru ori. La Jocurile Olimpice din 2012, Kvitova a ajuns până în sferturile de finală.

## Legături externe
Materiale media legate de Petra Kvitová la Wikimedia Commons
- Official website en  cs
- Petra Kvitová la Women's Tennis Association
- Petra Kvitová la International Tennis Federation
- Petra Kvitová pe site-ul Fed Cup
- en Petra Kvitová la Olympedia.org